# 矢巾町立矢巾北中学校
矢巾町立矢巾北中学校（やはばちょうりつ やはばきたちゅうがっこう）は、岩手県紫波郡矢巾町にある公立中学校。

## 概要
- 平成8年4月に矢巾町立矢巾中学校から分校。校舎周辺は、水田に囲まれているが、学区内では住宅の建築が継続しており、生徒数は年々増加している。
- 2015年（平成27年）7月に、同県紫波郡の男子生徒(当時13歳)が学校内のいじめを苦に鉄道自殺。担任教員と生徒の交換ノートに、いじめと自殺をほのめかす記述が見つかったことから、学校の対応について批判的な報道を中心として、全国報道[1]された。[2]

## 教育目標
- 友愛
自他を尊重し、正義を愛する生徒
- 躍動
礼儀正しく、溌刺颯爽とした生徒
- 創造
己を省み、目標に向かって努力する生徒